# Лопухины
Лопухины́ — княжеский и дворянский род, ветвь Сорокоумовых-Глебовых.
Род внесён в Бархатную книгу. При подаче документов (01 февраля 1686) для внесения рода в Бархатную книгу была предоставлена родословная роспись Лопухиных.
Род возвысился (1689) благодаря браку Евдокии Лопухиной с царём Петром Алексеевичем. Евдокия Фёдоровна являлась бабушкой императора Петра II. Через 110 лет Пётр Васильевич Лопухин возведён с потомством в княжеское достоинство, причём после смерти его бездетного сына титул князя Лопухина унаследовал Н. П. Демидов.

## Происхождение и история рода
Потомком Редеди в родословных сказках показан Михаил Сорокоум — боярин при Иване Калите, живший якобы в начале XIV века и имевший сына Глеба Михайловича, внука Илью Глебовича, правнука Григория Ильича Глебова — по прозвищу Слепой, и праправнука Варфоломея Григорьевича Глебова, у которого было два сына: Есип — по прозвищу Лапоть, ставший родоначальником Лаптевых, и Василий — по прозвищу Лопуха, ставший родоначальником Лопухиных.
Достоверно известно, что к XV веке потомки касожского князя Редеди, уже нося фамилию Лопухины, владели землями и служили в разных чинах в Новгородском княжестве и в Московском государстве.
В походе на Казань погиб Василий Игнатьевич Лопухин (февраль 1550), его имя занесено в синодик Успенского Кремлёвского собора в г. Москва. Согласно имеющимся документам, с конца XV в. Лопухины служили воеводами, дворянами московскими и жильцами при Государевом Дворе, сохраняя за собой новгородские и тверские вотчины и поместья и получая новые в московских землях.
Заметное положение в Российской истории Лопухины стали занимать при Царе Василии Ивановиче Шуйском и воцарении Дома Романовых, исправляя определённые должности в Боярской думе и при Царском Дворе, «получая за службу поместья, вотчины и почести», в связи с чем к концу XVII века вошли в число наиболее состоятельных и влиятельных дворянских родов.
Особому возвышению Лопухиных способствовало то, что Царица Наталья Кирилловна, ценя их давние связи с Нарышкиными, личную к ней привязанность и желая укрепить свои позиции среди стрельцов и служилого дворянства, в период правления Царевны Софьи, остановила свой выбор невесты для Царя Петра Алексеевича на Евдокии Лопухиной, дочери окольничего Иллариона (в боярах Федора) Авраамовича.
За время существования Боярской думы из Лопухиных было 7 бояр, 6 окольничих, 3 думных дворянина. Лопухины дали Отечеству 11 воевод, 9 генерал-губернаторов и губернаторов, управлявших 15 губерниями, 13 генералов, 2 адмиралов, служили министрами и сенаторами, возглавляли Кабинет министров и Государственный Совет.
В течение XX века пресеклось шесть ветвей рода. Ныне Лопухины живут во Франции, США, Канаде, Великобритании, Швеции, Польше, Украине. В России остались представители лишь двух ветвей рода.

## Князья Лопухины
Указом (1799) Императора Павла I действительный тайный советник, министр юстиции и генерал-прокурор Пётр Васильевич Лопухин возведён с нисходящим его потомством в княжеское Российской Империи достоинство с титулом Светлости. В связи с пресечением прямого мужского потомства Светлейшего князя П. В. Лопухина († 1873), указом (1880) Императора Александра II титул Светлейшего князя был передан внуку Светлейшей княжны Екатерины Петровны — Н. П. Демидову, с тем чтобы только старшему в его роде впредь именоваться Светлейшим князем Лопухиным-Демидовым.

## Описание гербов

#### Древний герб Лопухиных
«В белом поле Красный Гриф, на Княжеской шапке павлинов Хвост».

#### Герб. Часть III. № 8.
Герб рода Лопухиных внесён в Часть 3 Общего гербовника дворянских родов Всероссийской империи, стр. 8. Описание — см. выше.
Герб. Часть IV. № 6.
Герб князей Лопухиных: "Щит разделён горизонтально на две части, из коих в верхней в золотом поле находится чёрный двоеглавый орёл коронованный, на груди которого изображено имя Государя Императора Павла Первого. В нижней части в серебряном поле красный Гриф, обращённый в правую сторону. На щите поставлены три шлема, увенчанные дворянскими коронами, и на среднем видны семь Павлиньих перьев. Намёт на щите голубой, подложенный серебром. Щитодержатели: с правой стороны Богиня, имеющая в руках Весы правосудия, а с левой Воин, имеющий в руках Знамя малинового цвета. Под щитом девиз <<БЛАГОДАТЬ>>. Весь щит покрыт Мантиею и Шапкою, принадлежащими Княжескому достоинству.

#### Герб. Часть XIII. № 5.
Герб полковника, светлейшего князя Николая Лопухина-Демидова: четырёхчастный щит с малым щитком в середине. В первой и четвёртой серебряных частях герб Лопухиных: червлёный гриф с золотыми глазами и языком. Во второй и третьей части щита герб Демидовых: в поле, разделённом золотою полосою, в верхней серебряной части три зелёные рудоискательные лозы; в нижней чёрной части серебряный молоток вертикально. В малом золотом щитке чёрный Императорский орел со скипетром и державой, на его груди золотой коронованный вензель Павла I. Над щитом три княжеских коронованных шлема. Нашлемники: средний — взлетающий Императорский орел, на его груди золотой коронованный вензель Александра II; правый — семь павлиньих перьев (нашлемник Лопухиных); левый — рука в зелёном одеянии держит серебряный молот (нашлемник Демидовых). Намёты: среднего шлема — чёрный с золотом; правого — червлёный с серебром; левого — зелёный с серебром. Щитодержатели: правый — женщина с распущенными волосами в серебряной одежде, держащая в правой руке золотые весы; левый — русский воин в золотых латах и шлеме, вооружённый золотым мечом на червлёной перевязи и держащий в левой руке червлёное знамя на золотом, с остриём, древке. Девиз: «БОГ — МОЯ НАДЕЖДА» червлёным на серебряной ленте. Герб украшен червлёной, подбитой горностаем, мантией с золотыми кистями и бахромой и увенчан княжеской короной.

#### Современный герб.
Современный герб князей Лопухиных: «Щит пересечён. В верхней золотой части чёрный государственный орёл, на груди которого вензелевое изображение имени Главы Российского Императорского Дома Е. И. В. Государыни Великой Княгини Марии Владимировны. В нижней серебряной части червлёный гриф вправо. Щит увенчан дворянским коронованным шлемом. Нашлемник: семь павлиньих перьев. Намёт: справа лазуревый с серебром, слева червлёный с серебром. Щитодержатели: два воина в серебряных доспехах, вооружённые копьями. Герб украшен багряною, подбитою горностаем мантиею с золотыми кистями и таковою же бахромою и увенчан княжескою короною»

## Известные представители
- Лопухин Никита Васильевич - воевода во Владимире на Клязьме (1611 и 1614), в Боровске (1615).
- Лопухин Ларион Дмитриевич - московский дворянин (1627-1640), думный дьяк (1658), думный дворянин (1676).
- Лопухин Авраам Никитич - воевода в Лихвине (1645-1647),  боярин (1670-1673).
- Лопухин Яков Потапович - воевода в Ладоге (1648-1649).
- Лопухин Иван Михайлович - воевода в Путивле (1649).
- Лопухин NN - воевода в Тамбове (1673-1674).
- Лопухин Авраам Ларионович - стольник царицы Прасковьи Фёдоровны (1676).
- Лопухин Лука Васильевич - воевода в Ядрине (1677).
- Лопухин Михаил Васильевич - воевода в Серпейске (1678).
- Лопухин Ларион Авраамович - стольник, воевода в Верхотурье (1681-1682).
- Лопухин Петр Авраамович - боярин (с 1684).
- Лопухин Абрам Фёдорович - стольник царицы Прасковьи Фёдоровна в 1686 г., комнатный стольник царя Ивана Алексеевича (1689-1692).
- Лопухин Василий Авраамович - стольник, воевода в Севске (1679), в Чаронде (1697),  боярин (с 168?)[20].
- Лопухин Александр Петрович - комнатный стольник  царицы Евдокии Фёдоровны (1692).
- Лопухины: Иван Петрович и Алексей Андреевич - комнатные стольники царя Петра Алексеевича (1692).
- Лопухин Сергей Авраамович - стольник, воевода в Вязьме (1697).
- Лопухин Фёдор Авраамович - воевода в Тотьме (1697-1699), боярин.
- Лопухин Алексей Андреевич - стольник. воевода в  Чаронде (1697)[21][22].
- Лопухин Степан Васильевич (1685-1747) - вице-адмирал, генерал-лейтенант, участник Эзельского сражения, кавалер ордена св. Александра Невского, один из главных подследственных по делу Лопухиных.
- Лопухин Степан Иванович - стольник и ландрат в Пскове.
- Лопухин Павел Петрович - генерал-лейтенант, кавалер ордена Святого Георгия 3-й степени (1831)[23].

- Лопухина, Анна Петровна - получила в 1798 году (на 21 году от рождения) Екатерининскую ленту.
- Лопухина, Прасковья Петровна (в замужестве Кутайсова; 1780—1870) —  фрейлина Русского императорского двора, кавалерственная дама ордена Святой Екатерины, супруга графа П. И. Кутайсова.